# تیم ملی بسکتبال بورکینافاسو
تیم ملی بسکتبال بورکینافاسو ، نماینده بورکینافاسو در مسابقات بین‌المللی بسکتبال است . 